# Mobil mit Behinderung
Der Verein Mobil mit Behinderung e.V. (MMB) berät Menschen mit Behinderung beim behindertengerechten Umbau von KFZ und unterstützt sie bei der Beschaffung im Sinne der Hilfe zur Selbsthilfe. Der Verein ist bundesweit tätig und als gemeinnützig und mildtätig anerkannt.

## Der Verein
Der Verein finanziert sich durch Spenden und Mitgliedsbeiträge. Die ehrenamtlichen Berater haben entweder selbst eine Behinderung oder betreuen ein behindertes Familienmitglied. Alle Aktiven arbeiten im Ehrenamt.
Ein Netzwerk eigens geschulter Berater unterstützt die Menschen dabei, ein behindertengerecht ausgestattetes Fahrzeug zu finden und von spezialisierten Werkstätten auf ihren Bedarf anpassen zu lassen. Gleichzeitig hilft der Verein seinen Mitgliedern, die Finanzierung der Fahrzeuge zu realisieren und verfolgt die Rechtsprechung zum Thema. Die Kosten eines behindertengerecht angepassten Fahrzeuges können in den sechsstelligen Bereich gehen und Kostenträger bei nicht sozialversicherungspflichtig Beschäftigten sind kaum zu finden.
Gemeinsam mit dem Forum für selbstbestimmte Assistenz e.V. (ForseA) und der Stiftung Inklusion durch Mobilität (IDM) hat der MMB ein Aktionsbündnis gegründet, um den Gesetzgeber bei der Umsetzung der Rechte behinderter Menschen zu unterstützen.
In mehreren Städten hat der MMB so genannte Mobiltreffs eingerichtet, bei denen sich Vereinsmitglieder und Interessierte regelmäßig treffen. Derzeit gibt es Mobiltreffs in: Berlin, Karlsruhe und Marburg-Biedenkopf. 
Im Januar 2015 wurde der Vereinsgründer und 1. Vorsitzende, Heinrich Buschmann, mit dem Bundesverdienstkreuz ausgezeichnet.

## Entstehung und Geschichte
Ein Beinahe-Unfall brachte 1999 den Initiator des Vereins, Heinrich Buschmann, auf die Idee, eine Internetplattform zu schaffen, auf der Behinderte sich über technische Lösungen austauschen können. Diese Plattform wurde auf Basis einer Mailing-Liste aufgebaut und Rollinet(t) genannt.
In den folgenden zwei Jahren bildete sich im Rollinet(t) eine Gruppe, die den Unterstützungsgedanken weiterführen wollte. Die begrenzten Möglichkeiten einer Mailingliste waren aber hierzu nicht ausreichend. So wurde der Verein Mobil mit Behinderung (MMB) gegründet und im Jahr 2001 im Vereinsregister eingetragen.
Das Rollinet(t) besteht unabhängig davon als Interessengemeinschaft weiter. Inzwischen stellt der MMB dem Rollinet(t) nur noch die Technik zur Verfügung und verfolgt weitergehende Ziele.

## Kooperationen und Projekte
- Der MMB ist außerordentliches Mitglied in der Bundesarbeitsgemeinschaft Selbsthilfe.[8]
- Die Kraftfahrzeughilfe-Verordnung wird häufig von den Kostenträgern so interpretiert, dass nur Erwerbstätige im Sinne der Teilhabe am Arbeitsleben das Anrecht auf eine KFZ-Förderung haben. Nach Auffassung des MMB gilt die Verordnung ebenfalls auch zur sozialen Teilhabe. Um das in Einklang mit der Behindertenrechtskonvention zu bringen, betreiben Vereinsaktive nach eigener Aussage Lobbyarbeit auf Bundes- und Landesebene. Deshalb sammelt der Verein einschlägige Urteile und wertet diese aus.[9] Zu diesen Aufgaben gehört auch die  Sensibilisierung der Menschen für das Thema.[10][11][12]
- In einem Projekt mit dem Charity-Portal Summler visualisiert Vorstandsmitglied Helmut Rebmann die Arbeit des Vereins[13].
- Mobil mit Behinderung ist Träger der gemeinnützigen Stiftung Inklusion durch Mobilität.[14]
- Manche gemeinnützige Stiftungen unterstützen keine Einzelprojekte mehr. Sie verweisen direkt an den MMB und unterstützen den Verein dafür pauschal. Die Bedarfsprüfung und die Zuteilung solcher Fördergelder findet dann durch den vereinseigenen Vergabeausschuss statt.
- Mobil mit Behinderung berät auch Organisationen, wie das Deutsche Studentenwerk[15], oder die Agentur Barrierefrei NRW zum Thema behindertengerechte Fahrzeuganpassungen.[16]